# Бендер, Свен
Свен Бе́ндер (нем. Sven Bender; род. 27 апреля 1989, Розенхайм, Бавария) — немецкий футболист, полузащитник. Брат-близнец экс-игрока и капитана «Байера 04» Ларс Бендера.

## Карьера игрока

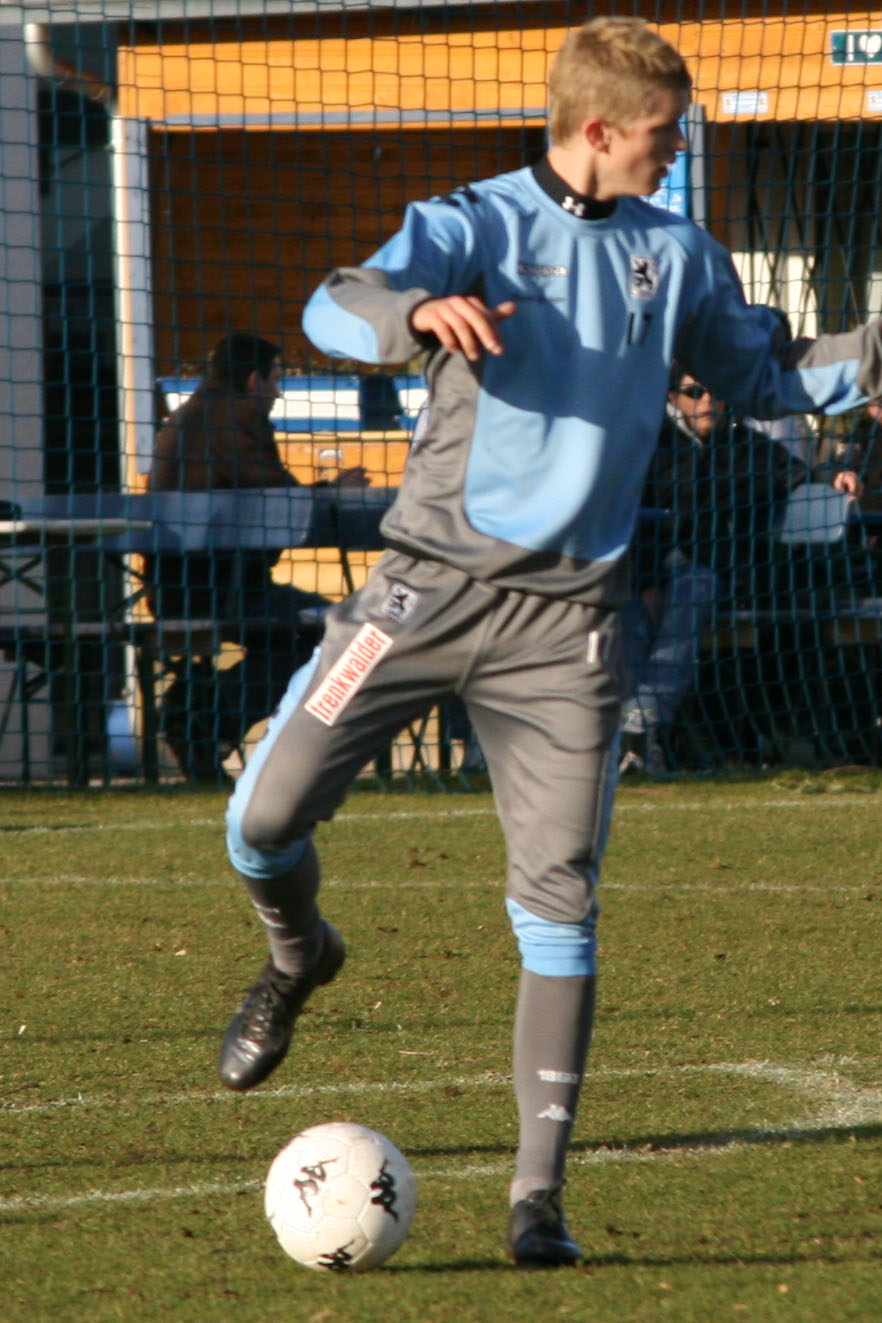
Свен Бендер в составе «Мюнхен 1860»

Свен родился в баварском Розенхайме. Вместе со своим братом-близнецом Ларсом начал заниматься в футбольной школе Бранненбурга, откуда пошёл на повышение в школу клуба «Унтерхахинг». В 2003 году талантливых юношей заметили во втором по значимости клубе Мюнхена, в «Мюнхене 1860». В 2006 году Свен был заявлен за вторую команду мюнхенцев, а вскоре подписал контракт с первой командой. Вместе с братом они сразу же заиграли и составили мощный кулак в средней линии поля. Всего за «Мюнхен 1860» Свен провёл 65 матчей и забил 1 мяч.
Перед сезоном 2009/10 молодой игрок заинтересовал дортмундскую «Боруссию», с которой впоследствии и подписал контракт. Тут их пути с братом разошлись — тот предпочёл перейти в «Байер». Свен дебютировал в Бундеслиге 19 сентября 2009 года в выездном матче шестого тура против «Ганновера», закончившемся вничью 1:1. Свен вышел на поле с первых минут и в целом провёл неплохой матч. Всего в своём первом сезоне провёл за «Боруссию» 19 матчей.
13 июля 2017 года дортмундская «Боруссия» объявила о переходе Свена Бендера в «Байер 04».
Завершил карьеру летом 2021 года.

## Сборная
Играл в юношеских сборных разных возрастов. В 2008 году стал чемпионом Европы среди юношей до 19 лет. Ныне является игроком основной сборной.
15 июля 2016 года был включен в состав Олимпийской сборной Германии по футболу для участия на Олимпиаде в Рио и получил серебряную медаль.

## Семья
Имеет брата-близнеца Ларса Бендера. Оба завершили карьеру в леверкузенском «Байере». 20 ноября 2016 года у Свена и его жены Симоны родился сын Максимилиан.

## Достижения
«Боруссия» (Дортмунд)
- Чемпион Германии (2): 2011, 2012
- Обладатель Кубка Германии: 2012
- Обладатель Суперкубка Германии (2): 2013, 2014

Сборная Германии
- Чемпион Европы среди юношей до 19 лет 2008 года